# Alojzija Zupan Sosič
Alojzija Zupan Sosič, slovenska literarna zgodovinarka in literarna teoretičarka, * 13. marec 1964, Trbovlje.
Deluje kot redna profesorica za slovensko književnost na Filozofski fakulteti Univerze v Ljubljani.

## Življenjepis
Živi v Ljubljani. Leta 1982 je postala študentka slovenistike in srbokroatistike na Pedagoški akademiji v Ljubljani in leta 1985 diplomirala kot učiteljica slovenskega jezika in književnosti ter srbohrvaškega jezika in književnosti. Še istega leta je postala študentka slovenistike in srbokroatistike na Filozofski fakulteti v Ljubljani, kjer je leta 1988 postala profesorica slovenskega jezika s književnostjo in srbohrvaškega jezika s književnostjo. Leta 1988 se je vpisala na študij primerjalne književnosti in literarne teorije na Filozofski fakulteti v Ljubljani, vmes leta 1995 magistrirala iz slovenske književnosti in nato leta 1998 diplomirala še kot literarna komparativistka. Leta 1998 se je zaposlila kot asistentka na Oddelek za slovanske jezike in književnosti Filozofske fakultete Univerze v Ljubljani in  leta 2001 postala doktorica literarnih znanosti. Naslednje leto je postala docentka za slovensko književnost. Leta 2008 je postala izredna profesorica za slovensko književnost, leta 2013 pa redna profesorica za slovensko književnost.
Bila je gostujoča profesorica v Zagrebu in Beogradu, večkrat je predavala tudi v Španiji, Italiji in na Portugalskem. V okviru Socrates Erasmus, mednarodnih projektov in različnih vabljenih predavanj je gostovala še v naslednjih državah: Argentini, BiH, Bolgariji, Braziliji, Kostariki, Kubi, Litvi, Poljski, Rusiji, Slovaški, Ukrajini, ZDA.

## Znanstvena in strokovna področja
Alojzija Zupan Sosič je avtorica nekaj knjig o slovenski književnosti (med  njimi je najbolj  izpostavljena znanstvena monografija Teorija pripovedi), soavtorica nekaj srednješolskih učbenikov ter urednica nekaj antologij in zbornikov. Ukvarja se s sodobnim slovenskim romanom (doktorirala je s temo Sodobni slovenski roman ob koncu stoletja), s slovensko književnostjo 20. stoletja v primerjalnem kontekstu (modernizem in postmodernizem), s slovensko ljubezensko poezijo (njena magistrska naloga je bila Ljubezen in erotika v sodobni slovenski poeziji), teorijo pripovednega besedila in pripovednih žanrov, teorijo spola in spolne identitete ter literarno interpretacijo. Udeležuje se mednarodnih konferenc in simpozijev doma in v tujini. Njene razprave so objavljene v več jezikih (mdr. angleški, bolgarski, bosanski, hrvaški, kitajski, slovaški, srbski, ukrajinski, ruski), monografija Na pomolu sodobnosti ali o književnosti in romanu pa je prevedena v hrvaščino (Na molu suvremenosti ili o književnosti i romanu), prav tako tudi knjiga Teorija pripovedi (2017) (hrv. Teorija pripovijesti I i II). Teorija pripovedi pa se je prebila celo v mednarodno literarno vedo s prevodom A theory of narrative (ISBN 1-5275-8778-9). Leta 2002 je vodila raziskovalni projekt Podoba drugega v slovenski in bosanskohercegovski književnosti (Filozofska fakulteta v Ljubljani in Filozofska fakulteta v Tuzli). Dve leti je bila predstojnica Oddelka za slovenistiko FF v Ljubljani, dve leti pa namestnica predstojnika. Kot predsednica STU (Slovenščina na tujih univerzah, od 2006 do 2012) je bila aktivno vključena v vse celoletne mednarodne projekte, ki so bili organizirani v okviru programa: Svetovni dnevi slovenske literature (2006), Svetovni dnevi slovenske literature na filmu (2008), Svetovni dnevi sodobne slovenske literature (2010), Svetovni dnevi slovenskega dokumentarnega filma (2012). V letih 2016 in 2017 je bila predsednica SSJLK, leta 2010 pa predsednica mednarodnega simpozija Obdobja, z naslovom Sodobna slovenska književnost (1980–2010). Sodelovala je tudi v žirijah za pomembne slovenske nagrade, kot so žirija za Prešernove nagrade, Kresnikova nagrada (eno leto predsednica), nagrada za najboljšo kratko zgodbo Fabula (predsednica dve leti), za najboljšo študentsko nagrado FF Rdeča nit, tudi v žiriji za najboljšo kratko zgodbo Radia Slovenija (dvakrat predsednica). Več let je bila članica maturitetne komisije, kateri je eno leto predsedovala; še vedno pa je članica dveh mednarodnih revij. Prejela je Priznanje za pedagoško in raziskovalno delo (FF, 2014) in Priznanje za nadpovprečno pedagoško delo (Študentski svet FF, 2017).